# Benjamin Egner
Benjamin Egner est un acteur français né le 3 août 1972 à Bruxelles.

## Biographie
Après une formation d'acteur au Cours Florent et à l' École Claude Mathieu, il intègre la troupe d'Emmanuel Demarcy Mota. Il y passera sept années, de 1998 à 2005, alternant le théâtre classique avec des pièces comme Peines d'amour perdues de Shakespeare, Six personnages en quête d'auteur de Pirandello, Rhinocéros de Ionesco et le théâtre contemporain avec Le Diable en partage de Fabrice Melquiot.
En 2005, il joue avec Sylvie Testud dans La Pitié Dangereuse de Stefan Zweig au Théâtre de la Croix Rousse à Lyon.
En 2006, il joue aux côtés de Michel Bouquet dans L’ Avare, au Théâtre de la Porte Saint Martin.
Il travaille par la suite avec divers metteurs en scène tels que Georges Werler, Magali Léris, Patrick Haudecœur, Jean-Philippe Daguerre, Salomé Villiers, Éric Bu , Xavier Lemaire ou Julien Sibre.
À la télévision, il interprète des rôles récurrents dans plusieurs séries télévisées telles que Seconde Chance sur TF1 ou Main Courante et Nina sur France Télévisions. Depuis 2017, il est le commandant Pardo dans la série à succès sur France 2, L'Art du Crime.

## Filmographie

### Cinéma

#### Longs métrages
- 2005 : Les Yeux clairs de Jérôme Bonnell : le parent d'élève
- 2005 : Un vrai bonheur, le film de Didier Caron : le photographe
- 2024 : Les vampires d’Avallon de Jérémie Farley

#### Courts métrages
- 2008 : Sens Interdit d'Eric Rebut : Le conducteur
- 2010 : SARL Noêl de John et Anita Hudson : Le père
- 2020 : À la poussière d' Eric Rebut

### Télévision

#### Séries télévisées
- 1999 : Quai n°1 de Patrick Jamain : L'ambulancier
- 2007 : Boulevard du Palais de Pascale Dallet : Renaud Sampierre
- 2008-2009: Seconde Chance : Lucas Broman
- 2009 : Mademoiselle de Jérémie Farley : Le boyfriend
- 2009 : Enquêtes réservées de Benoît d'Aubert et Bruno Garcia : Nicolas
- 2012 : Scènes de ménages : un représentant chez Huguette et Raymond
- 2012 : Main courante de Jean-Marc Thérin : Commissaire Stéphane Mercier
- 2014 : L'Homme de la Situation de Stéphane Kappes : Le Juge
- 2015 : Dame de glace de Camille Bordes-Resnais : Verneuil
- 2016 : Section de recherches de Eric Le Roux (épisode 10x04 : Diva) : Samuel Jourdain
- 2016 : Lebowitz contre Lebowitz de Christophe Barraud (épisode 1x05 : Présumé coupable) : Le juge Poussier
- 2016 : Candice Renoir de Nicolas Picard Dreyfus : Stanislas Werner
- 2017-en cours : L'Art du Crime de Charlotte Brandstrôm et Eric Woreth : Commandant Alexandre Pardo
- 2018 : Jeux d'influence de Jean Xavier de Lestrade : Didier Schemmler
- 2019-2021 : Nina d'Eric Le Roux et Jérôme Portheault : Raphaël Melville, le nouveau directeur de l'hôpital
- 2019 : Crimes Parfaits de Lionel Chatton : Cédric
- 2020 : Astrid et Raphaelle d'Hippolyte Dard et Elsa Bennett : Pierre Venkman
- 2020 : SKAM de David Hourrègue : Jean Le Govello
- 2021 : HPI de Vincent Jamain : Philippe Leroux
- 2021 : Les Invisibles de Chris Briant (épisode 1) : Philippe Delaunay
- 2024 : La Recrue d'Alexis Charrier (épisode Trop belles pour toi) : Frédéric Noblet
- 2025 : Le Négociateur (saison 2 ) de Vincent Giovanni : Professeur Julien Vogue

#### Téléfilms
- 1998 : Samedi soir à Paris, téléfilm court métrage de Laurent Ardoint et Stéphane Duprat : Francis Janvion
- 2005 : Le Triporteur de Belleville, téléfilm de Stéphane Kurc : Bayer
- 2006 : Sur le chemin de Compostelle, téléfilm de Didier Grousset : Laurent
- 2011 : La Très excellente et divertissante histoire de François Rabelais d'Hervé Baslé : l'abbé Gravot
- 2013 : Les Mauvaises Têtes, téléfilm de Pierre Isoard : Hector
- 2014 : Mes grands-mères et moi de Thierry Binisti : Pierjean
- 2020 : Trop jeune pour moi de Jérémy Minui : Alexis

## Théâtre
- 1996 : Les Fourberies de Scapin de Molière, mise en scène de Jean-Luc Borras, tournée.
- 1997 : Propos de Table de Michel Abecassis, mise en scène de Michel Abecassis, Fondation Deutsch de la Meurthe.
- 1997 : Viva Maïakovski de Nicolas Bataille, mise en scène de Nicolas Bataille, Théâtre de la Huchette.
- 1998 -1999: Peine d'Amour Perdue de William Shakespeare, mise en scène d'Emmanuel Demarcy-Mota, Théâtre de la Commune et Théâtre de la Ville.
- 1999 : L'Epreuve de Marivaux, mise en scène de Xavier Lemaire, Théâtre Mouffetard.
- 2000 : Marat Sade de Peter Weiss, mise en scène d'Emmanuel Demarcy-Mota, Théâtre de la Commune.
- 2001 : Six Personnages en Quête d'Auteur de Luigi Pirandello, mise en scène d'Emmanuel Demarcy-Mota, Théâtre de la Ville.
- 2002 : L'Imposture Comique de Pascal Bancou, mise en scène de Xavier Lemaire, Théâtre de la Tête d'Or (Lyon).
- 2002 : Le Diable en Partage de Fabrice Melquiot, mise en scène d'Emmanuel Demarcy-Mota, Théâtre de la Bastille.
- 2004 : Littoral de Wajdi Mouawad, mise en scène de Magali Léris, Théâtre des Quartiers d'Ivry. Molière de l'auteur 2005.
- 2004 : Rhinocéros d'Eugène Ionesco, mise en scène d'Emmanuel Demarcy-Mota, Théâtre de la Ville.
- 2005 : Les Révérends de Sławomir Mrożek, mise en scène de Georges Werler, Théâtre 14 Jean-Marie Serreau.
- 2005 : La Pitié dangereuse de Stefan Zweig, mise en scène de Philippe Faure, Théâtre Vidy-Lausanne, Théâtre de la Croix-Rousse.
- 2006 -2008 : L'Avare de Molière, mise en scène de Georges Werler, Théâtre de la Porte-Saint-Martin.
- 2010 : Roméo et Juliette de William Shakespeare, mise en scène de Magali Léris, Théâtre des Quartiers d'Ivry.
- 2011 : La Tempête de William Shakespeare, mise en scène de Philippe Awat, Théâtre des Quartiers d'Ivry.
- 2013-2014 : Les Palmes de Monsieur Schutz de Jean Noël Fenwick, mise en scène de Patrick Zard', Théâtre Michel. Rôle de Pierre Curie.
- 2015-2016 : Pygmalion de George Bernard Shaw, mise en scène de Ned Grujic, Théâtre 14 Jean-Marie Serreau.
- 2016- 2017: Le Déni d'Anna d'Isabelle Jeanbrau, mise en scène d'Isabelle Jeanbrau, Théâtre du Lucernaire.
- 2017 : Roméo et Juliette de William Shakespeare, mise en scène d'Anthony Magnier, tournée.
- 2018 : Silence on tourne de Patrick Haudecœur et Gérald Sibleyras, mise en scène de Patrick Haudecœur. Théâtre Fontaine
- 2019 - 2022 : Adieu monsieur Haffmann de Jean-Philippe Daguerre, mise en scène de Jean-Philippe Daguerre. Théâtre Rive Gauche, Théâtre de La Renaissance, Théâtre de l'Œuvre, Théâtre Tristan-Bernard
- 2021 : Badine d'après Alfred de Musset, mise en scène de Salomé Villiers, Théâtre des Gémeaux, Festival off d'Avignon.
- 2022 - 2023 : Madame Ming d' Éric-Emmanuel Schmitt, mise en scène de Xavier Lemaire. Théâtre Actuel, Théâtre Rive Gauche.
- 2023 -2025 : La Voix d' Or d' Eric Bu, mise en scène d' Eric Bu. Théâtre Actuel, Théâtre La Bruyère.
- 2023-2025 : Le Repas des fauves de Vahé Katcha, mise en scène Julien Sibre, Théâtre Hébertot.

## Doublage

### Cinéma

#### Films
- 2015 : Spotlight : Jack Dunn (Gary Galone)
- 2018 : Le Vent de la liberté : Peter Strelzyk (Friedrich Mücke)
- 2022 : Halloween Ends : M. Allen (Jack William Marshall)
- 2023 : Thanksgiving : La Semaine de l'horreur : l'inspecteur Peter Chu (Russel Yuen)
- 2024 : The Killer's Game : Dr Kagen (Raffaello Degruttola)

#### Films d'animation
- 2024 : Niko le petit renne : Mission Père Noël : Prancer
- 2024 : Le Seigneur des Anneaux : La Guerre des Rohirrim : le seigneur Fryght

### Télévision

#### Téléfilms
- John Brotherton dans :
  - Le Grand Concours de Noël (2021) : Ben Winters
  - Coup de foudre pour le roi des films de Noël (2022) : Brad Baxter
  - Trois Noëls à la maison (2023) : John Hamilton
  - Following Yonder Star (2024) : Nick
  - Deck The Halls on Cherry Lane (2024) : John Hamilton
- 2017 : Du rêve au cauchemar : Christian Booth (François Arnaud)
- 2019 : Un mariage rock'n'roll : Tristan (Gary Brennan)
- 2019 : Meurtres à Hollywood : Ian Coulter (Chuck Hittinger)
- 2021 : Un amour de boulanger : Philip Chandler (Oliver Rice)
- 2021 : Un homme toxique dans ma vie : Paul Carducci (John William Wright)
- 2021 : Escapade entre rivales : Tom (Jon Welch)
- 2022 : Mon double maléfique : Jeff (Jeremy Gimenez)
- 2023 : Meurtre au bout du fil : Alek (Mathieu Bourassa)
- 2023 : Guide de survie à deux : Sean (Peter Mooney)
- 2023 : Mon conte de fées de Noël : Mac Bell (James Robinson)
- 2023 : Stalked By My Stepsister : Kent Miller (Tyler Noble)
- 2024 : Les chroniques de la famille Bennet : Monsieur Darcy (Nicholas Bishop)
- 2024 : Little Girl in the Window : l'inspecteur Stefan Clark (Elias Edraki)
- 2024 : Cruise Ship Murder : Colin (Ryan Carnes)

#### Séries télévisées
- 2007 : Jekyll : Eddie Jackman (Andrew Byrne) (mini-série)
- 2010-2015 : Rookie Blue : l'inspecteur Luke Callaghan (Eric Johnson)
- 2011 : Nikita : Nathan Colville (Thad Luckinbill)
- 2014 : Stalker : l'inspecteur Ben Caldwell (Victor Rasuk)
- 2014 : 2 Broke Girls : Bobby (Christopher Gorham)
- 2015-2020 : Blindspot : Oscar (François Arnaud)
- 2015 : Panthers : Pev Begic (Bojan Dimitrijević)
- 2016 : Les Médicis : Maîtres de Florence : Lorenzo de Médicis (Stuart Martin)
- 2016 : 22.11.63 : Bill Turcotte (George MacKay)
- 2016 : The Five : Stuart Carew (Jonathan Kerrigan)
- 2016-2020 : Animal Kingdom : Adrian Dolan (Spencer Treat Clark)
- 2017 : Lucky Man : Jonny (Jonathan Kerrigan)
- 2018 : The Cry : Alistair (Ewen Leslie)
- 2018-2020 : Siren : Brian (Daniel Cudmore)
- 2019 : Castle Rock : Chris Merrill (Matthew Alan)
- 2020 : Hunters : Ron Davis (Sam Daly (en)) (saison 1, épisodes 3 et 9)
- 2020 : Extracurricular : Byeong-kwan (Kim Kwang-kyu (en))
- 2020 : Losing Alice : Tamir (Yossi Marshak) (mini-série)
- 2022 : Vengeances : Dr Benjamin Ludwig (Sebastian Hülk)
- 2023 : The Idol : le photographe [Qui ?]
- 2023 : Poker Face : Sterling Frost, Jr. (Adrien Brody)
- 2023 : Berlin : Valiente [Qui ?]
- 2024 : Le Régime : ? (?) (mini-série)
- 2024 : Eric : Robert Anderson (John Doman) (mini-série)
- 2024 : Those About to Die : Tuccian (Jonathan Harboe)
- 2024 : Elsbeth : le marshall Jake Turling (John Behlmann) (saison 2, épisode 2)
- 2025 : Zero Day : Evan Green (Dan Stevens) (mini-série)
- 2025 : La Résidence : Stephen Roos, le premier ministre australien (Julian McMahon)
- 2025 : La Maison de David : Joab (Aury Alby)
- 2025 : Le Guépard : Leonforte (Gaetano Bruno)

### Jeux vidéo
- 2014 : Call of Duty: Advanced Warfare : Jack Mitchell
- 2016 : Ghostbusters : Kevin Beckman
- 2017 : Tom Clancy's Rainbow Six: Siege : Lion
- 2017 : Star Wars Battlefront II : voix additionnelles
- 2018 : Assassin's Creed Odyssey : ?
- 2019 : Star Wars Jedi: Fallen Order : ?
- 2020 : World of Warcraft : ?
- 2021 : Neverwinter : ?
- 2021 : Tom Clancy's Rainbow Six: Quarantine : Lion
- 2021 : New World : divers personnages
- 2023 : Star Wars Jedi: Survivor : ?

## Voix off
- 2007-2011 : Chasseurs de tornades : Sean Casey
- 2014-2021 : Brigade Mécanos : Bruno Massel
- 2014-2024 : Kindig Customs de Nick Meagher : Kris Elmer
- 2017- : 90 Day Fiancé : Before the 90 Days : Gino Palazzolo
- 2024 : Buying London de Gareth Birkett : Daniel Daggers
- 2024 : La guerre selon Churchill de Malcolm Venville : Dan Snow